# Cirripectes hutchinsi
Cirripectes hutchinsi är en fiskart som beskrevs av Williams, 1988. Cirripectes hutchinsi ingår i släktet Cirripectes och familjen Blenniidae. Inga underarter finns listade i Catalogue of Life.